# Laure Iacono
 (novembre 2022).
Si vous disposez d'ouvrages ou d'articles de référence ou si vous connaissez des sites web de qualité traitant du thème abordé ici, merci de compléter l'article en donnant les références utiles à sa vérifiabilité et en les liant à la section « Notes et références ».
Pour les articles homonymes, voir Iacono.
Laure Iacono est une boxeuse française née le 5 octobre 1978 à Nantes. 
Elle exerce le métier de professeur d'EPS dans la vie au SUAPS[Quoi ?], à l'université de Nantes.
Elle débute la boxe française en 2003 pendant ses études à l'université de Nantes. Tout d'abord titrée en universitaire à plusieurs reprises, elle accède rapidement au haut niveau en fédéral. 
Après une première expérience en international en 2009 (vice-championne d'Europe 2009), le 25 septembre 2010, Laure Iacono remporte les championnats du monde assaut de savate boxe française catégorie Poids plume (52-56 kg) à la halle Georges-Carpentier de Paris.

Après cette victoire, elle envisage pour 2011 de se consacrer à l’enseignement de la boxe française dans son club La Savate Nantaise et aussi à l'université de Nantes, au SUAPS où elle fait découvrir cette activité aux étudiants. En parallèle, elle poursuit ses entraînements et decroche en 2011 le titre de championne de France puis de championne d'Europe. 
Après trois ans d'absence (repos, grossesse) Laure revient à la compétition en 2015 où elle remporte de nouveau le titre de championne de France technique le 9 mai 2015 à Ille-sur-Têt.
Elle intègre pour la 7e fois l'équipe de France Assaut et repart pour une nouvelle aventure internationale : le championnat d'Europe qui se déroulera à Budapest du 15 au 18 octobre 2015. Elle y décrochera son 2ème titre de championne d'Europe.
En parallèle, Laure Iacono poursuit son engagement au sein de l'activité en prenant de grandes responsabilités au sein de la fédération et en se formant. Elle decroche tout d'abord son BEES1[Quoi ?] de savate boxe française, puis son examen de juge-arbitre (qu'elle occupe aujourd'hui[Quand ?] au niveau national), celui de délégué officiel de secteur. Elle prend en charge (et ce depuis maintenant 6 ans) le développement de l'activité des jeunes pratiquants au sein de son secteur - RSJ[Quoi ?] (Bretagne, Normandie et Pays de la Loire) tant sur le plan sportif qu'officiel en les formant à être juges-arbitres. Depuis cinq ans, elle est aussi déléguée technique de ligue et est donc entre autres chargée de la formation des futurs moniteurs et responsable des passages de grades. Récemment[Quand ?] elle a obtenu son DEJEPS de savate boxe française. 
Au sein de l'université, en plus de son statut de professeur d'EPS, elle est responsable de la section sportive de savate boxe française universitaire et chargée de développer l'activité en loisirs et en compétition.

## Palmarès
- Vice-championne de France universitaire en 2004, 2005, 2006, 2007, 2008, 2010
- Championne de France universitaire en 2009 (contre Anissa Meksen)
- Vice-championne espoirs en 2007, demi-finaliste en 2008
- Finaliste du tournoi de France en 2010
- Vainqueur du tournoi de France en 2011
- Vice-championne de France Assaut fédérale en 2006, 2007, 2008, 2010.
- Championne de France Assaut en 2009, 2011 et 2015.
- Vice-championne d'Europe Assaut en 2009
- Championne du monde Assaut en 2010[2]
- Championne d'Europe Assaut en 2011 et 2015